# Пелцис, Эрик
Э́рик Пе́лцис (латыш. Eriks Pelcis; 25 июня 1978, Рига) — латвийский футболист, нападающий.
Ныне выступает в минифутбольном клубе «Монарх» в составе которого стал серебряным призёром летнего чемпионата LAFL. Также играет ещё и во второй лиге Латвии по большому футболу за команду Viktorija.

## Клубная карьера
Эрике Пелцис стал известен широкому кругу латвийских болельщиков в 1997 году, когда он забил в чемпионате страны в одной из нижних лиг много голов, выступая за скромный клуб «Офрисс». Руководство клуба оценило трансферную стоимость игрока в 30 000 $, однако в те годы в Латвии желающих приобрести футболиста за такую стоимость не нашлось. После чего «Офрисс» посылал Пелциса на просмотр в калининградскую «Балтику» и санкт-петербургский «Зенит», но всякий раз форвард возвращался в родные пенаты. В том же году Пелцис перешёл на правах аренды в вильнюсский «Панерис», откуда через год он переходит, опять же на правах аренды, в «Жальгирис». Время шло и юный форвард понимал, что для того чтобы ему дальше прогрессировать, ему надо перейти в солидный клуб, ведь, по его мнению, даже «Жальгирис» в литовском футболе не являлся однозначным лидером. После чего играл вместе с Олегом Елышевым в южнокорейском клубе «Анян Эл-Джи Читас». В 2002 перешёл в латвийский клуб «Динабург». Второй круг он доигрывал в российском клубе «Анжи», в который был приглашён Гаджи Гаджиевым и за который забил один гол, отличившись 1 сентября 2002 года в домашнем матче против «Ротора». В 2003 вернулся в «Жальгирис». После чего играл в различных клубах минифутбольного чемпионата Латвии, вроде «Каугури» и «Монарх», где становился лучшим в номинациях «лучший игрок» и «лучший бомбардир».

## Скандал
В 1999 году на игру Эрика Пелциса обратил внимание тренерский штаб сборной Латвии, да и сам форвард понимал, чтобы прогрессировать, ему надо перейти в сильный клуб и обратился к руководству латвийского «Сконто», бессменного в те времена чемпиона страны с просьбой взять его в команду и заключить с ним контракт. Сконтовцы, привыкшие и умеющие вести трансферные дела в рамках закона, поначалу попросили у руководства «Офрисса» показать им контракт Пелциса, для того чтобы начать переговоры о покупке форварда. Но клуб ответил им отказом, и рижане обратились в Латвийскую футбольную федерацию с аналогичной просьбой. Контракт Пелциса с «Офриссом» нужен был сконтовцам только лишь ради одного пункта, выяснить статус футболиста, является он любителем или он профессиональный футболист, так как статус футболиста во многом определял его трансферную стоимость. У Пелциса же был договор с «Жальгирисом», который предусматривал отчисления в пользу «Офрисса» в сумме 80 % от трансферной суммы. Но суть контракта стала исходить из того, что Пелцис имел статус футболиста-любителя. Литовцы попросили рижан компенсировать им затраты на Пелциса в сумме 20 000 долларов, а «Офрисс» получил причитающиеся ему 16 тысяч. В «Сконто» Пелцис провёл 66 дней, поехал с командой в Москву, где играл на Кубке Содружества, затем вместе с клубом отправился на сбор в Израиль, где приглянулся находившимся там же представителям южнокорейского клуба «Анян Эл-Джи Читас» и те сделали сконтовцам предложение за трансфер Пелциса в 700 000 долларов, от которого рижане не отказались. После чего теперь уже Неудахин обратился в арбитражную комиссию Федерацию футбола Латвии, с просьбой признать незаконными сделки между «Жальгирисом» и «Сконто», и между «Сконто» и «Анян Эл-Джи Читас», а также заявил свои претензии на сумму перехода в южнокорейский клуб.
Вот выписка из протокола заседания арбитражной комиссии от 16 июня 1999 года:

«Арбитражная комиссия констатирует, что 15 июля 1997 года, заключив контракт с „Офриссом“, Эрик Пелцис получил статус футболиста-нелюбителя. Копия контракта не была представлена в федерацию, так как в то время этого требования в положении НЕ СУЩЕСТВОВАЛО». 
После чего арбитражная комиссия предложила «Офриссу» обратиться в ФИФА, что Неудахин тут же и сделал. ФИФА затребовала от латвийской федерации и от «Сконто» разъяснений по данному делу и контракту. Таковые были отосланы, в том числе и злосчастная выписка из протокола заседания арбитражной комиссии, которая указывала на недействительный контракт Пелциса с «Офриссом». Но так как клуб «Офрисс» в то время уже не существовал, ФИФА закрыло дело. После чего Неудахин решился снова воссоздать клуб и восстанавить своё членство в Федерации футбола Латвии, даже заявил клуб на турнир Второй лиги и вновь обратился в ФИФА, принявшую решение, по которому следовало разделить сумму трансфера пополам между конфликтующими сторонами — по 350 тысяч получили бы «Сконто» и «Офрисс». Рижане же на данное решение подали апелляцию, которая со временем была отклонена. По словам ФИФА, раз контракт латвийской федерацией признан недействительным, то незачем было его туда присылать, после этого же ФИФА постановила, что контракт имеет место. Однако рижане эту сумму не оплатили. Поэтому ФИФА решила, что если «Сконто» не выплатит деньги «Офриссу», с команды должны быть сняты 6 очков в чемпионате Латвии. Также Эрик Пелцис в прессе заявлял, что за время, проведённое в «Офриссе», он от этого клуба не получил ни сантима.

## Достижения
- Чемпион Южной Кореи 2000
- Финалист Adidas Cup 1999

## Личная жизнь
Эрик Пелцис женат, у него два сына, их зовут Даниэль  и Милан. Старший 1999 года рождения , а младший родился в феврале 2008.